# James Mitchel
Pour les articles homonymes, voir Mitchel.
Cet article possède un paronyme, voir James Mitchell.
James Sarsfield « Jim » Mitchel (né le 30 janvier 1864 à Emly, Irlande et décédé le 3 juillet 1921 à New York) est un athlète américain spécialiste des lancers et du tir à la corde. Mesurant 1,87 m pour 100 kg, son club était le New York Athletic Club.

## Biographie

### Palmarès
| Date | Compétition           | Lieu        | Résultat | Épreuve                           | Performance |
| ---- | --------------------- | ----------- | -------- | --------------------------------- | ----------- |
| 1904 | Jeux olympiques d'été | Saint-Louis | 4e       | Tir à la corde                    | —           |
| 1904 | Jeux olympiques d'été | Saint-Louis | 3e       | Lancer du marteau lourd (25,4 kg) | 10,135 m    |
| 1904 | Jeux olympiques d'été | Saint-Louis | 5e       | Lancer du disque                  |             |
| 1904 | Jeux olympiques d'été | Saint-Louis | 6e       | Lancer du marteau                 |             |

### Records
| Épreuve                   | Performance | Lieu | Date |
| ------------------------- | ----------- | ---- | ---- |
| Lancer du disque          | 32,51 m     |      | 1897 |
| Lancer du marteau         | 44,19 m     |      | 1892 |
| Lancer du poids (25,4 kg) | 10,95 m     |      | 1902 |